# Stranger (Yung Lean)
| Recensione      | Giudizio |
| --------------- | -------- |
| AnyDecentMusic? | 6,3/10   |
| Metacritic      | 63/100   |
| The A.V. Club   | B-       |
| AllMusic        |          |
| Clash           | 8/10     |
| The Guardian    |          |
| NME             | 6/10     |
| The Observer    |          |
| Pitchfork       | 6,8/10   |
| The Skinny      |          |

Stranger è il terzo album in studio del rapper svedese Yung Lean, pubblicato per l'etichetta discografica YEAR0001 il 10 novembre 2017. La produzione dell'album è stata gestita da Gud, con le produzioni aggiuntive di Whitearmor e Yung Sherman.

## Tracce
Testi di Jonatan Leandoer Håstad.
1. Muddy Sea – 2:44 (musica: Yung Sherman)
2. Red Bottom Sky – 5:03 (musica: Gud)
3. Skimask – 3:16 (musica: Gud)
4. Silver Arrows – 3:06 (musica: Gud, Whitearmor)
5. Metallic Intuiton – 3:35 (musica: Gud)
6. Push/Lost Weekend – 2:54 (musica: Gud)
7. Salute/Pacman – 3:17 (musica: Whitearmor)
8. Drop It/Scooter – 4:05 (musica: Gud, Whitearmor)
9. Hunting My Own Skin – 3:02 (musica: Gud, Whitearmor)
10. Iceman – 3:14 (musica: Whitearmor)
11. Snakeskin/Bullets – 1:07 (musica: Gud)
12. Fallen Demon – 2:47 (musica: Yung Sherman)
13. Agony – 3:34 (musica: Gud)
14. Yellowman – 4:42 (musica: Gud, Yung Sherman)

## Classifiche
| Classifica (2017)          | Posizione massima |
| -------------------------- | ----------------- |
| Nuova Zelanda (Heatseeker) | 7                 |
| Svezia                     | 18                |